# デーヴィー (インド神話)
デーヴィー（देवी, devī）は、ヒンドゥー教の女神である。すべての「偉大な母」として知られる存在で、すべての女神が彼女の側面と考えられている。デーヴァの女性形。
シヴァの神妃たちはマハーデーヴィーと呼ばれるようになり、「偉大なる女神」という意味でシヴァの持つ宇宙創造の偉大な性力シャクティを表してもいる。